# Batracharta chariessa
Batracharta chariessa là một loài bướm đêm trong họ Noctuidae.